# Štefan Vraštiak
Štefan Vraštiak (23. dubna 1942 Žaškov – 4. dubna 2016 Bratislava) byl slovenský filmový publicista, historik a organizátor.
Absolvoval středoškolské studium zaměřené na zahradnictví, poté však nastoupil dráhu v oblasti kinematografie. V letech 1963–1967 studoval na Katedře filmové vědy pražské FAMU. V letech 1969–2004 pracoval ve Slovenském filmovém ústavu v Bratislavě, v letech 1990 a 1995–1996 byl i jeho ředitelem.
Krátce po nástupu do filmového ústavu se zasloužil o objevení prvního slovenského celovečerního filmu Jánošík z roku 1921, který našel v garáži Jána Závodného v Chicagu. Závodný následně věnoval Jánošíka filmovému ústavu a rekonstruovaná a ozvučená verze filmu se zařadila do zlatého fondu UNESCO. Vraštiak o tom posléze napsal knihu Jánošík 1921 – historická rekonštrukcia o prvom slovenskom celovečernom hranom filme (2001). Byl též autorem několika dalších knižních historických rekonstrukcí a spoluautorem publikací Malá encyklopédia filmu a Encyklopédia filmu. Napsal námět a podílel se na scénáři k televiznímu střihovému dokumentárnímu filmu o režisérské dvojici Kadár – Klos: Osem spoločných (2004).
V roce 2005 obdržel Cenu Karla Čapka za podporu česko-slovenské vzájemnosti. V roce 2013 byl vyznamenán Cenou ministra kultury za celoživotní přínos slovenské kinematografii.